# Siamezii
The Human Centipede (First Sequence) este un film de groază olandez din 2010 regizat de Tom Six. Filmul este povestea unui savant nebun care coase trei oameni împreună, gură la anus, pentru a crea un centiped uman. Filmul, în mod ironic a câștigat mai multe premii la festivaluri internaționale dedicate genului horror, în ciuda violenței și brutalității ieșite din comun, în urma cărora a fost interzis în câteva țări.